# Бергвалль, Тео
Тео Андреас Бергвалль (швед. Theo Andreas Bergvall; род. 21 сентября 2004) — шведский футболист, защитник «Юргордена».

## Клубная карьера
Является воспитанником «Броммапойкарны», где прошёл путь от детской команды до основной. В середине 2022 года был переведён в основную команду, с которой подписал контракт, рассчитанный на два с половиной года. Первую игру за «Броммапойкарну» провёл 23 мая 2022 года в матче Суперэттана с «Хальмстадом». 28 августа в гостевом поединке с «Эстерсундом» забил первый мяч, отличившись с передачи брата. В сезоне Тео принял участие в 16 матчах и забил один мяч, чем помог своей команде занять первую строчку в турнирной таблице и выйти в Алльсвенскан
9 декабря 2022 года вместе с младшим братом перешёл в «Юргорден», заключив контракт, рассчитанный на четыре года. Первую игру за новый клуб провёл 23 августа 2023 года в матче второго раунда Кубка Швеции против «Сандвикен». Бергвалль появился на поле на 76-й минуте вместо Якоба Уне-Ларссона. Через четыре дня в игре с «Дегерфорсом» дебютировал в чемпионате Швеции, заменив на 89-й минуте Мусу Гурбанлы.

## Личная жизнь
Его младший брат, Лукас, также профессиональный футболист, выступает на позиции полузащитника.

## Достижения
Броммапойкарна
- Победитель Суперэттана: 2022

## Клубная статистика
| Выступление      | Выступление      | Выступление      | Лига | Лига | Кубки | Кубки | Конт. кубки | Конт. кубки | Итого | Итого |
| Клуб             | Лига             | Сезон            | Игры | Голы | Игры  | Голы  | Игры        | Голы        | Игры  | Голы  |
| ---------------- | ---------------- | ---------------- | ---- | ---- | ----- | ----- | ----------- | ----------- | ----- | ----- |
| Броммапойкарна   | Суперэттан       | 2022             | 16   | 1    | 1     | 0     | 0           | 0           | 17    | 1     |
| Броммапойкарна   | Итого            | Итого            | 16   | 1    | 1     | 0     | 0           | 0           | 17    | 1     |
| Юргорден         | Алльсвенскан     | 2023             | 1    | 0    | 1     | 0     | 0           | 0           | 2     | 0     |
| Юргорден         | Итого            | Итого            | 1    | 0    | 1     | 0     | 0           | 0           | 2     | 0     |
| Всего за карьеру | Всего за карьеру | Всего за карьеру | 17   | 1    | 2     | 0     | 0           | 0           | 19    | 1     |